# Xylomoia strix
Xylomoia strix é uma espécie de mariposa pertencente ao género Xylomoia.
A espécie pode ser encontrada na Europa Oriental.